# Babylon (группа)
Babylon — американская рок-группа, созданная в 1976 году.

## История
Babylon был создан в 1976 году Риком Леонардом, Родни Бестом, Дороссусом, Дэвидом Бойко и Гарри Чемберсом. В 1978 году группа выпускает свой единственный альбом с одноименным названием. Альбом выдержан в духе ранних Genesis и относится к стилю прогрессив-рока.
В том же году группа прекращает существование и становится популярной у фанатов только после переиздания альбома лейблом Syn-Phonic в 1995 году. Syn-Phonic также выпускает два концертных альбома группы, собранных из ранних записей.

## Стиль
Стиль игры Babylon больше всего похож на звучание групп: Marillion, Gentle Giant, Rush и Genesis периода Nursery Cryme. Определённое влияние на участников группы оказали Gentle Giant, VDGG, Genesis и Happy The Man.

## Участники
- Rick Leonard — бас-гитара, вокал
- Doroccus — вокал, клавишные
- Rodney Best — ударные
- J. David Boyko — гитара
- G.W. Chambers — вокал, клавишные

## Дискография

### Студийные альбомы
- Babylon (1978, reissued 1995 and 1999)

Список композиций:
1. The Mote In God’s Eye (7:00)
2. Before The Fall (10:54)
3. Dreamfish (9:12)
4. Cathedral Of The Mary Ruin (7:38)

### Концертные альбомы
- Night Over Never «Live At The Empty Keg 1» (1989)
- Better Conditions For The Dead «Live At The Empty Keg 2» (1989/2002)